# The Man with the Horn (canción)
«The Man with the Horn» ("El Hombre con la Trompeta" en México, "El Hombre con el Saxo" en Sudamérica) es una canción compuesta por el cantante británico y voz líder de Genesis Phil Collins, que fue publicada como lado B de dos canciones incluidas en su tercer álbum No Jacket Required. Su grabación se produjo durante las sesiones del segundo álbum del cantante Hello, I Must Be Going! en 1982, a pesar de ser lanzada como cara B de "Sussudio" y "One More Night" en los Estados Unidos. Fue reescrita y renombrada como "(Life is a) Rat Race" para un episodio de Miami Vice en el que Collins interpreta un personaje llamado "Phil The Shill". Phil Collins ha dicho que no tiene "ningún vínculo emocional" con la canción. No fue incluida en ningún álbum oficial del artista, salvo en el recopilatorio de grabaciones inéditas "Other Sides", editado en formato digital en 2019  y en Sudamérica a través del compilado "Wea Originals 2". Si bien tampoco fue lanzada como sencillo, "The Man with the Horn" alcanzó la posición número 38 del Billboard Hot Mainstream Rock Tracks.

## Personal
- Phil Collins - Voz, Batería, Percusión, Piano.
- Daryl Stuermer - Guitarras
- John Giblin - Bajo eléctrico
- Don Myrick - Tenor Saxophone Solo